# Jeremies IV de Constantinoble
Jeremies IV de Constantinoble (en grec Ιερεμίας Δ') va ser patriarca de Constantinoble des de l'any 1809 a l'any 1813.
Havia nascut a Creta i va ser protosincel·le de l'Església Ortodoxa de Constantinoble. Més tard va ser metropolità de Mitilene (1783-1809).
Va resoldre les dificultats administratives del Patriarcat i es va mostrar prudent en els temes eclesiàstics conflictius. Després d'ocupar el càrrec durant cinc anys, va dimitir per motius de salut i es va retirar a Mitilene, on va morir el 1824.